# Doggystyle
| Оценки критиков      | Оценки критиков                                                          |
| Источник             | Оценка                                                                   |
| -------------------- | ------------------------------------------------------------------------ |
| AllMusic             | 5 из 5 звёзд · 5 из 5 звёзд · 5 из 5 звёзд · 5 из 5 звёзд · 5 из 5 звёзд |
| Robert Christgau     | (dud)                                                                    |
| Entertainment Weekly | B−                                                                       |
| Melody Maker         | favorable                                                                |
| NME                  | favorable                                                                |
| Rolling Stone        | (1994)                                                                   |
| Rolling Stone        | 5 из 5 звёзд · 5 из 5 звёзд · 5 из 5 звёзд · 5 из 5 звёзд · 5 из 5 звёзд |
| The Source           | (1994)                                                                   |
| The Source           | (2002)                                                                   |
| Yahoo! Music         | favorable                                                                |
| Q                    | 3 из 5 звёзд · 3 из 5 звёзд · 3 из 5 звёзд · 3 из 5 звёзд · 3 из 5 звёзд |

Doggystyle — дебютный студийный альбом американского рэп-исполнителя Snoop Doggy Dogg, выпущенный 23 ноября 1993 года на лейблах Death Row Records, Interscope Records, Atlantic Records. Запись альбома началась сразу после выхода The Chronic — дебютного альбома Dr. Dre.
Snoop Dogg стал популярен ещё в 1992 году, когда он появился на нескольких треках в альбоме Dr. Dre The Chronic (включая «Nuthin' But a "G" Thang»). Именно в альбоме Дре появился жанр G-Funk, который представляет собой микс из гангста-рэпа и P-Funk’a.
Сразу после выпуска The Chronic началась запись Doggystyle.
Тексты альбома повествуют об убийствах и разборках, про вечеринки и секс, о жизни настоящего калифорнийского гангстера. Весь альбом по звучанию напоминает The Chronic. Журнал Rolling Stone назвал этот альбом «точной копией» The Chronic. Единственное отличие этого альбома от The Chronic — это то, что в Doggystyle нет упоминаний о наркотиках.
Большую часть альбома спродюсировал Dr. Dre. Однако некоторые треки были спродюсированы Warren G, Daz Dilligner и DJ Pooh.
Альбом дебютировал на первом месте в Billboard 200, с продажами 803 000 копий за первую неделю. Альбом продержался три недели на первом месте в этом чарте.
Всего в Америке было продано 6 миллионов копий и 14 миллионов копий по всему миру.

## Список композиций
| №   | Название                                                                                                  | Автор(ы)                                                                          | Продюсер(ы) | Длительность |
| --- | --- | --------------------------------------------------------------------------------- | ----------- | ------------ |
| 1.  | «Bathtub»                                                                                                 | Calvin Broadus, Jr.                                                               | Dr. Dre     | 1:50         |
| 2.  | «G Funk Intro» (при участии Dr. Dre и The Lady of Rage)                                                   | Calvin Broadus, Jr., Robin Allen                                                  | Dr. Dre     | 2:24         |
| 3.  | «Gin and Juice» (при участии Dat Nigga Daz и David Ruffin' Jr.)                                           | Calvin Broadus, Jr., Andre Young, Harry Wayne Casey, Richard Finch                | Dr. Dre     | 3:31         |
| 4.  | «W Balls» (при участии Nanci Fletcher и Ricky Harris)                                                     | Calvin Broadus, Jr.                                                               | Dr. Dre     | 0:36         |
| 5.  | «Tha Shiznit»                                                                                             | Calvin Broadus, Jr., Andre Young                                                  | Dr. Dre     | 4:03         |
| 6.  | «House Party»                                                                                             | Calvin Broadus, Jr.                                                               | Dr. Dre     | 0:37         |
| 7.  | «Lodi Dodi» (при участии Nanci Fletcher)                                                                  | Calvin Broadus, Jr., Douglas Davis, Hachidai Nakamura, Ei Rokusuke, Ricky Walters | Dr. Dre     | 4:24         |
| 8.  | «Murder Was the Case» (при участии Dat Nigga Daz)                                                         | Calvin Broadus, Jr., Andre Young, Delmar Arnaud                                   | Dr. Dre     | 3:38         |
| 9.  | «Serial Killa» (при участии D.O.C., RBX и Tha Dogg Pound)                                                 | Calvin Broadus, Jr., Andre Young, Delmar Arnaud, Bootsy Collins                   | Dr. Dre     | 3:35         |
| 10. | «Who Am I (What’s My Name)?» (при участии Jewell, Dr. Dre и Tony Green)                                   | Calvin Broadus, Jr., Andre Young, George Clinton, Garry Shider, David Spradley    | Dr. Dre     | 4:06         |
| 11. | «For All My Niggaz & Bitches» (при участии Tha Dogg Pound и The Lady of Rage)                             | Calvin Broadus, Jr., Delmar Arnaud, Ricardo Brown, Robin Allen                    | Dr. Dre     | 4:42         |
| 12. | «Ain't No Fun (If the Homies Can't Have None)» (при участии Nate Dogg, Warren G, Nanci Fletcher и Kurupt) | Broadus, Jr. Young Brown Nathaniel Hale Warren Griffin                            |             | 4:06         |
| 13. | «Chronic Relief Intro»                                                                                    | Broadus, Jr.                                                                      |             | 0:33         |
| 14. | «Doggy Dogg World» (при участии Tha Dogg Pound, Nanci Fletcher и The Dramatics)                           | Broadus, Jr. Arnaud Brown Richard "Dimples" Fields James Harris III Terry Lewis   |             | 5:05         |
| 15. | «Class Room Intro (при участии Shad Moss)»                                                                | Broadus, Jr.                                                                      |             | 0:44         |
| 16. | «G's & Hustlerz» (при участии Nanci Fletcher)                                                             | Broadus, Jr. Arnaud Don Blackman                                                  |             | 3:51         |
| 17. | «Checkin'»                                                                                                | Broadus, Jr. Young                                                                |             | 0:57         |
| 18. | «Gz Up, Hoes Down» (при участии Hug)                                                                      | Broadus, Jr. Young Arnaud                                                         |             | 2:21         |
| 19. | «Pump Pump» (при участии Lil Malik)                                                                       | Broadus, Jr Young Jamal Phillips Malik Edwards                                    |             | 3:42         |

## Синглы
| «What’s My Name?» - Выпущен: 30 октября 1993 года |
| «Gin and Juice» - Выпущен: 15 января 1994 года    |
| «Doggy Dogg World» - Выпущен: 26 июня 1994 года   |

## Семплы
| - «Bathtub» - Кёртис Мэйфилд — «Give Me Your Love (Love Song)» - «G Funk Intro» - Funkadelic — «(Not Just) Knee Deep» - Джордж Клинтон — «Atomic Dog» - «Gin and Juice» - Джордж Клинтон — «I Get Lifted» - Slave — «Watchin’ You» - «Tha Shiznit» - Parliament — «Flashlight» - Билли Джоэл — «The Stranger» - «Lodi Dodi» - Slick Rick & Doug E. Fresh — «La Di Da Di» - Kyu Sakamoto — «Sukiyaki» - Rose Royce — «Ooh Boy» - «Murder Was the Case» - Mista Grimm — «Indo Smoke» (Intro) - Джеймс Браун — «Funky President» - Santana — «Fried Neckbones» - «Serial Killa» - Ohio Players — «Funky Worm» | - «Who Am I (What’s My Name)?» - Parliament — «Give Up the Funk (Tear the Roof Off the Sucker)», «P-Funk (Wants to Get Funked Up)» - Funkadelic — «(Not Just) Knee Deep» - Джордж Клинтон — «Atomic Dog» - Tom Browne — «Funkin’ 4 Jamaica» - The Counts — «Pack of Lies» - «For All My Niggaz & Bitches» - Funk Inc. — «Kool Is Back» - «Ain’t No Fun (If the Homies Can’t Have None)» - Lyn Collins — «Think (About It)» - Айзек Хейз — «A Few More Kisses to Go» - «Doggy Dogg World» - Richard Field — «If it Ain’t One Thing, It’s Another» - «Gz and Hustlas» - Bernard Wright — «Haboglabotribin» - «Gz Up, Hoes Down» - Айзек Хейз — «The Look of Love» |

## Чарты
| Чарты                     | Пик позиция |
| ------------------------- | ----------- |
| Austrian album chart      | 35          |
| Canadian RPM Albums Chart | 10          |
| Czech Album Chart         | 24          |
| Ireland Albums Top 75     | 70          |
| New Zealand Albums Chart  | 25          |
| Swedish Album Chart       | 18          |
| U.S. Billboard 200        | 1           |

### Чарты на конец десятилетия
| Чарт (1990—1999)   | Позиция |
| ------------------ | ------- |
| U.S. Billboard 200 | 64      |

## Участники записи
- Snoop Doggy Dogg — вокал, главный исполнитель
- Dr. Dre — продюсер, вокал
- Daz Dillinger — продюсер, вокал, исполнитель
- Sam Sneed — исполнитель
- Ulrich Wild — инженер
- Tha Dogg Pound — исполнитель
- Warren G — исполнитель
- The D.O.C. — исполнитель
- The Lady of Rage — исполнитель
- RBX — исполнитель
- Kurupt — исполнитель
- Nate Dogg — исполнитель
- The Dramatics — исполнитель
- Emanuel Dean — продюсер
- Chris «The Glove» Taylor — автор песен, продюсер, микширование
- Suge Knight — исполнительный продюсер
- Bernie Grundman — мастеринг
- Chi Modu — фотограф
- Nanci Fletcher — исполнитель, вокал
- Dan Winters — фотограф
- Kimberly Brown — координатор проекта